# Lixophaga obscura
Lixophaga obscura là một loài ruồi trong họ Tachinidae.